# Гра у схованки
Гра у схованки (англ. Hide and Seek) — трилер 2005 року.

## Сюжет
Овдовілий герой Де Ніро відчайдушно намагається налагодити стосунки зі своєю дочкою, яка дуже важко переживає втрату. Вона придумує собі уявного друга, проте ця дружба незабаром набуває вельми лякливого характеру, а сам друг стає все більш і більш реальним..